# Victor Ambros
Victor R. Ambros (Hanover, Nova Hampshire, 1953) é um biólogo estadunidense. É professor de medicina molecular da Escola de Medicina da Universidade de Massachusetts. Foi distinguido com o Nobel de Fisiologia ou Medicina em 2024 "pela descoberta do microRNA e seu papel na regulação genética pós-transcritiva”".

## Vida
Ambros passou a infância em Hartland, Vermont. Obteve em 1975 um bacharelato em biologia no Instituto de Tecnologia de Massachusetts (MIT), onde obteve um doutorado em 1979, orientado por David Baltimore, com uma tese sobre genética do poliovírus. No pós-doutorado permaneceu no MIT, trabalhando com Gary Ruvkun no laboratório de Robert Horvitz. Foi professor em 1985 da Universidade Harvard, recebendo em 1992 um chamado para ser professor do Dartmouth College. Em 2008 foi para a Escola de Medicina da Universidade de Massachusetts.

## Descoberta do microRNA
Em 1993, Ambros e seus colegas Rosalind Lee e Rhonda Feinbaum relataram na revista Cell que eles haviam descoberto moléculas de RNA reguladoras de fita simples, não codificadoras de proteínas, no organismo C. elegans. Pesquisas anteriores, incluindo o trabalho de Ambros e Horvitz, revelaram que um gene conhecido como lin-4 era importante para o desenvolvimento normal das larvas do C. elegans, um nematoide frequentemente estudado como organismo modelo. Especificamente, lin-4 era responsável pela repressão progressiva da proteína LIN-14 durante o desenvolvimento larval do verme; vermes mutantes deficientes na função lin-4 apresentavam níveis persistentemente altos de LIN-14 e exibiam defeitos na temporização do desenvolvimento. No entanto, o mecanismo de controle de LIN-14 ainda era desconhecido.
Ambros e seus colegas descobriram que lin-4, inesperadamente, não codificava uma proteína reguladora. Em vez disso, dava origem a algumas pequenas moléculas de RNA, com 22 e 61 nucleotídeos de comprimento, que Ambros chamou de lin-4S (curto) e lin-4L (longo). A análise de sequência mostrou que lin-4S fazia parte de lin-4L: lin-4L era previsto para formar uma estrutura em forma de alça, com lin-4S contido em um dos braços, o braço 5'. Além disso, Ambros, junto com Gary Ruvkun (Harvard), descobriu que lin-4S era parcialmente complementar a várias sequências na região não traduzida 3' do RNA mensageiro que codifica a proteína LIN-14. Ambros e seus colegas levantaram a hipótese de que lin-4 poderia regular LIN-14 através da ligação de lin-4S a essas sequências no transcrito lin-14 em um tipo de mecanismo de RNA antissenso.
Em 2000, outra molécula de RNA reguladora pequena do C. elegans, let-7, foi caracterizada pelo laboratório de Ruvkun e foi encontrado como conservado em muitas espécies, incluindo vertebrados. Essas descobertas confirmaram que Ambros havia, de fato, descoberto uma classe de pequenos RNAs com funções conservadas. Essas moléculas são agora conhecidas como microRNA. Ambros foi eleito para a Academia Nacional de Ciências dos Estados Unidos em 2007. Ele foi eleito membro da Academia Americana de Artes e Ciências em 2011.
Em 2024, ele compartilhou o Prêmio Nobel de Fisiologia ou Medicina com o biólogo molecular Gary Ruvkun "pela descoberta do microRNA e seu papel na regulação gênica pós-transcricional".

## Reconhecimentos
- 2004 Prêmio Rosenstiel
- 2006 Medalha Genetics Society of America
- 2007 Membro da Academia Nacional de Ciências dos Estados Unidos[1]
- 2008 Prêmio Internacional da Fundação Gairdner[11]
- 2008 Medalha Benjamin Franklin
- 2008 Prêmio Albert Lasker de Pesquisa Médica Básica, com David Baulcombe e Gary Ruvkun
- 2009 Prêmio Louisa Gross Horwitz[12]
- 2009 Prêmio Dickson de Medicina[13]
- 2009 Prêmio Massry[14]
- 2012 Dr. Paul Janssen Award for Biomedical Research (com Gary Ruvkun)[15]
- 2013 Prêmio de Medicina Keio[16]
- 2014 Prêmio Wolf de Medicina
- 2014 Prêmio Gruber de Genética
- 2015 Breakthrough Prize in Life Sciences
- 2024 Prémio Nobel de Fisiologia ou Medicina